# Javier Velayos
Javier Velayos Rodríguez (* 6. April 1987 in Madrid) ist ein spanischer ehemaliger Fußballspieler, der als Außenverteidiger eingesetzt wurde.

## Karriere
Velayos begann im Alter von zehn Jahren mit dem Fußballspielen in der Jugend von Real Madrid. Nachdem er dort alle Jugendmannschaften durchlaufen hatte, wechselte er im Jahr 2006 ins Reserveteam der Königlichen, Real Madrid Castilla, die seinerzeit in der zweiten spanischen Liga, der Segunda División, spielte. Nach dem Abstieg 2007 spielte er mit dem Team in der dritten Liga, der Segunda División B, wo er in gut der Hälfte der Spiele zum Einsatz kam. Der Aufstieg wurde jeweils knapp verfehlt.
Im Sommer 2010 verließ Velayos Real Madrid und wechselte zum Reserveteam des Lokalrivalen FC Getafe, das ebenfalls in der Segunda División B spielte. Ein Jahr später verpflichtete ihn der rumänische Erstligist FC Brașov. Dort wurde er zur Stammkraft in der Abwehr und konnte sich mit seinem neuen Klub zweimal im Mittelfeld der Liga platzieren. Im Sommer 2013 schloss er sich dem Ligakonkurrent CFR Cluj an, mit dem ihm in der Saison 2013/14 die Qualifikation zur Europa League gelang. Im Sommer 2014 wurde er an Aufsteiger ASA Târgu Mureș transferiert. Dort gehörte er in den ersten fünf Saisonspielen zur Startformation, fand sich danach auf der Ersatzbank wieder und kam bis Saisonende nur noch auf einen weiteren Einsatz. Im Laufe der Spielzeit 2015/16 kämpfte er sich ins Team zurück, ehe ihn im Februar 2016 eine Verletzung zurückwarf.
Im August 2016 wurde Velayos bis Jahresende an Racing de Ferrol in die spanische Segunda División B ausgeliehen. 2017 beendete er seine aktive Karriere.